# The Best of David Bowie 1969/1974
The Best of David Bowie 1969/1974 — компиляция Дэвида Боуи, выпущенная EMI в 1997 году. Выпуск и распространение альбома в США были прекращены в связи с большим количеством неточностей в ценниках и во вкладышах внутри упаковки. Альбом также был выпущен как первый диск компиляции The Platinum Collection (2005).
На альбоме есть три бесценных раритета: «John, I’m Only Dancing» (sax-версия) — записана в течение сессий альбома Aladdin Sane, «The Prettiest Star» (сингл-версия) — оригинальный сингл 1970 года с участием Марка Болана на лид-гитаре и «All the Young Dudes» (студийная версия), являвшейся оригинальной записью Боуи 1973 года.

## Список композиций
Все песни написаны Дэвидом Боуи, за исключением отмеченных.
1. «The Jean Genie» — 4:08
2. «Space Oddity» — 5:15
3. «Starman» — 4:18
4. «Ziggy Stardust» — 3:16
5. «John, I’m Only Dancing» (Sax версия) — 2:42*
6. «Rebel Rebel» — 4:30
7. «Let’s Spend the Night Together» (Мик Джаггер, Кит Ричардс) — 3:07
8. «Suffragette City» — 3:27
9. «Oh! You Pretty Things» — 3:14
10. «Velvet Goldmine» — 3:11
11. «Drive-In Saturday» — 4:29
12. «Diamond Dogs» — 6:05
13. «Changes» — 3:34
14. «Sorrow» (Боб Фелдман, Джерри Голдстейн[англ.], Ричард Готтерер[англ.]) — 2:55
15. «The Prettiest Star» (Bolan стерео-версия) — 3:14
16. «Life on Mars?» — 3:52
17. «Aladdin Sane» — 5:10
18. «The Man Who Sold the World» — 3:56
19. «Rock ’n’ Roll Suicide» — 3:00
20. «All the Young Dudes» — 4:11

- В японское издание добавлена песня «Lady Stardust», но в нём отсутствует «Suffragette City».